# Charles Dickens
Charles John Huffam Dickens (/ˈtʃɑrlz ˈdɪkɪnz/, Portsmouth, 1812. február 7. – Higham, 1870. június 9.) angol író. Egyesek szerint a viktoriánus kor legnagyobb írója és az angol nyelv legkiválóbb művelője. Írásainak népszerűségét az is mutatja, hogy napjainkig minden műve folyamatosan kapható anyanyelvén és  fordításokban is. Műveit folyamatosan feldolgozzák televízióban, sorozatokban és filmen, de még színpadon, akár musicalként is. Magyarországon már saját korában is az egyik legismertebb angol író, a huszadik század elejétől pedig kifejezetten népszerű: azóta is számtalan kiadásban és fordításban megjelent, lényegében minden műve olvasható magyarul. Írói álneveː Boz (magyarul Boz Dickens Károly, Boz Károly stb.).

## Élete
Dickens Hampshire-ben született, ötévesen költözött Kentbe, tízévesen Londonba a családjával. Korai évei szépen, jómódban teltek; sokat olvasott, különösen a pikareszk regényeket szerette. Amikor tizenkét éves lett, apja, a tengerészeti pénztár kistisztviselője, eladósodott és börtönbe került. Dickens egy fénymázműhelyben kezdett dolgozni. Gyermekkori élményei, a látott nyomor visszatérő elemeivé váltak regényeinek. Heti hat shillingből tartotta el magát és támogatta családját.
Pár évvel később a család anyagi helyzete egy örökségnek köszönhetően ismét jobbra fordult, elhagyhatták az adósok börtönét, de Dickens anyja nem vette őt egyből ki a műhelyből, amit a fiú soha nem bocsátott meg. Ügyvédbojtárkodás és egy gyorsírói állás után újságíró lett, parlamenti vitákról tudósított, és járta az országot a választási kampányok időszakában. Huszonnégy éves korában jelent meg első regénye, A Pickwick Klub, amellyel azonnal nevet szerzett magának.
1836. április 2-án feleségül vette Catherine Thompson Hogarthot, aki tizenöt év alatt tíz gyereket szült neki. 1842-ben együtt Amerikába utaztak; az utat az Amerikai jegyzetek című leírás örökíti meg. Dickens három újság számára írt, az egyiknél szerkesztőként is dolgozott 1839-ig.
1856-ra annyi pénzt gyűjtött össze, hogy megvehette a Gad’s Hill Place nevű villát Kentben, melyről gyerekkora óta álmodozott.
1858-ban Dickens és felesége szétköltöztek. A válás akkoriban skandalumszámba ment volna, és Dickens haláláig gondoskodott a feleségéről. A szakítás hátterében többek között alighanem Ellen Ternan színésznő állt, aki feltételezhetően Dickens szeretője volt.
1865. június 9-én Dickens a staplehursti vonatszerencsétlenség túlélői között volt. Egy pályafelújítás miatt a vonat kisiklott egy hídon, és a vagonok a patakba zuhantak. Dickens első osztályon utazott a szerelvény elején: az ő vagonja nem zuhant a mélybe. Sértetlenül megúszta az incidenst, de a lelkében mély nyomot hagyott az eset. Ezt követően már csak egy regényt fejezett be, a Közös barátunk-at. Idejét főleg nyilvános felolvasásai töltötték ki.
A szerencsétlenség ötéves évfordulóján hunyt el otthonában. Kívánsága ellenére (miszerint a rochesteri katedrálisban temessék el) a westminsteri apátságban helyezték örök nyugalomra.

## Regényei
- A Pickwick Klub (The Pickwick Papers) (1837); ford. Hevesi Sándor, átdolgozta: Ottlik Géza (A Pickwick Klub "betétnovellái" magyarul Pickwick történetek címen is megjelent)
- Twist Olivér (Oliver Twist) (1837–1839); ford. Bálint György, Ottlik Géza átdolgozásában (1957), Szentkuthy Miklós
- Nicholas Nickleby (Nicholas Nickleby) (1838–1839); ford. Devecseriné Guthi Erzsébet
- Ódon ritkaságok boltja (The Old Curiosity Shop) (1840–1841); ford. Tábori Zoltán (2011)
- Barnaby Rudge (Barnaby Rudge) (1841); ford. Berczik Árpád (1872), Szántó Judit (2012)
- Karácsonyi ének (A Christmas Carol) (1843 december); ford. Benedek Marcell; Barkóczi András (2004)
- Harangszó (The Chimes) (1844); ford. Szinnai Tivadar
- Tücsök szól a tűzhelyen (The Cricket on the Hearth) (1845) ford. Benedek Marcell
- Az élet csatája (The Battle of Life) (1846) ford. Benedek Marcell
- A kísértet-látó ember (The Haunted Man and the Ghost's Bargain) (1848) ford. Geréb Béláné
- Martin Chuzzlewit élete és kalandjai (Martin Chuzzlewit) (1843–1844); ford. Gyöngyösy László (1885) és Ottlik Géza
- Dombey és fia (Dombey and Son) (1846–1848); ford. Fodor József
- Copperfield Dávid (David Copperfield) (1849–1850); ford. Szinnai Tivadar
- Örökösök (Bleak House) (1852–1853); Ottlik Géza (A regény alapján készült brit tévéfilmsorozat magyar címe: Pusztaház örökösei)[1]
- Nehéz idők (Hard Times) (1854); ford. Mikes Lajos
- Kis Dorrit (Little Dorrit) (1855–1857); ford Bizám Lenke
- Két város regénye (A Tale of Two Cities) (1859); ford. Karinthy Frigyes, Sóvágó Katalin (2009)
- Szép remények (Great Expectations) (1860–1861); ford. Bartos Tibor
- Közös barátunk (Our Mutual Friend) (1864–1865); ford. N. Kiss Zsuzsa (2013)
- (The Mystery of Edwin Drood) (befejezetlen) (1870)

### Magyarul

#### 1870-ig
- Boz: Twist Olivér. 1-3.; ford. Gondol Dániel; Hartleben, Pest, 1843 (Külföldi regénytár)
- Twist Olivér. Egy árva fiú pályája, 1-2.; Boz után angolból fordítá Gálszécsy Ödön; Emich Gusztáv, Pest, 1843 (Angol regénytárca)
- Boz Károly: Karácson-éj. Kísértetes beszély; ford. Nagy Péter; Tilsch–Heckenast, Kolozsvár, 1846
- Dickens Károly: Bleak house (Pusztaház), 1-10. rész; ford. Récsi Emil; Heckenast, Pest, 1855–1856 (Téli könyvtár)
- Nehéz idők, 1-3.; ford. Récsi Emil; Heckenast, Pest, 1855 (Téli könyvtár)
- Boz Dickens Károly: A Pickwick Klub hátrahagyott iratai, 1-4.; ford. Huszár Imre, Dulácska Géza; Emich Ny., Pest, 1859–1862
- Boz Dickens Károly: A Pickwick Klub hátrahagyott iratai, melyet a klub levelező tagjainak észleleteit, veszélyeit tartalmazzák, 1-2.; ford. Huszár Imre; Emich, Pest, 1862
- Boz: Két város. Regény, 1-2.; ford. Dienes Lajos, Matkovich Pál; Emich, Pest, 1865

#### 1871–1919
- Barnaby Rudge. Regény, 1-3.; ford. Berczik Árpád; Ráth, Pest, 1872
- K. Dickeni Boz: A tűzhely tücske. Elbeszélés; ford. Júlia [Szász Julianna]; Stein, Kolozsvár, 1873
- Dombey és fia. Regény, 1-5.; ford. Bus Vitéz [Matkovich Pál]; Franklin, Bp., 1874
- Karácsoni ének prózában, lévén voltakép egy karácsoni kísértetes beszély; ford. Belényesi Gábor; Franklin, Bp., 1875 (Olcsó könyvtár)
- Copperfield Dávid személyes élettörténete. Regény, 1-2.; ford. Zichy Camilla; Franklin, Bp., 1877
- Egy aristokrata nő. beszély; ford. Dallos Gyula; Buzárovits Ny., Esztergom, 188? (Mulattató zsebkönyvtár)
- Chuzzlewitt Márton élete és kalandjai. Regény, 1-3.; ford. Gyöngyösy László; Légrády, Bp., 1885
- Boz Dickens Károly: Az elátkozott. Karácsonyi rege; ford. Mutschenbacher Gyula; Winter Ny., Nagyszombat, 1894
- Boz: Nickleby Miklós és családjának élete és viszontagságai. Regény, 1-3.; ford. Benedek Aladár; Aigner, Bp., 1894
- Goldmark Károly: A házi tücsök. Opera; szöveg Dickens nyomán A. M. Wilner, ford. Ábrányi Emil; Operaház, Bp., 1896
- Twist Olivér. Regény; a magyar ifjúság számára átdolg. kiad.; Szt. István Társulat, Bp., 1900
- Vázlatok; ford. G. Pogány Irma, Pogány Margit; Lampel, Bp., 1901 (Magyar könyvtár)
- Karácsony. Drámai látványosság. Dickens Károly elbeszélése nyomán írta Boz; Lampel, Bp., 1902 (Fővárosi színházak műsora)
- Copperfield Dávid, 1-3.; ford. Mikes Lajos; Révai, Bp., 1905 (Klasszikus regénytár)
- A Pickwick-Club, 1-2.; ford. Hevesi Sándor; Révai, Bp., 1906 (Klasszikus regénytár)
- Copperfield David élete és viszontagságai, amiképpen ő maga feljegyezte; ifjúsági átdolg. Mikes Lajos; Franklin, Bp., 1906
- Schönthan Ferenc: Dorrit kisasszony. Vígjáték; Dickens regénye után, ford. Timár Szaniszló; Lampel, Bp., 1906 (Magyar könyvtár)
- Nickleby Miklós élete és viszontagságai. Dickens Károly regénye; átdolg. Hevesi Sándor; Szt. István Társulat, Bp., 1906
- Copperfield David élettörténete; magyar ifjúság számára átdolg. Benedek Gyula; Athenaeum, Bp., 1906
- Nehéz idők / Karácsonyi ének; ford. Mikes Lajos; Révai, Bp., 1908 (Klasszikus regénytár)
- Kis Dorrit, 1-2.; átdolg. Filó Károly; Szt. István Társulat, Bp., 1908
- Dombey és fia, 1-3.; ford. Gineverné Győry Ilona; Révai, Bp., 1909 (Klasszikus regénytár)
- Kis Dorrit, 1-3.; ford. Mikes Lajos; Révai, Bp., 1910 (Klasszikus regénytár)
- Két város. Regény; ford. Bálint Mihály; Athenaeum, Bp., 1912 (Athenaeum könyvtár)
- Ódon ritkaságok boltja, 1-2.; ford. Nyitrai József; Révai, Bp., 1913 (Klasszikus regénytár. Új sorozat)
- Karácsonyi ének; ford. Haraszti Zoltán; Légrády Ny., Bp., 1917
- Kis Dorrit; ford., ifjúsági átdolg. Mikes Lajos; Franklin, Bp., 1918
- Karácsonyi ének prózában; ford. Salgó Ernő; Athenaeum, Bp., 1919
- A sírásó. Az eredeti teljes szöveg és hű fordítása / The sexton; ford. Wildner Ödön; Lantos, Bp., 1919 (Kétnyelvű klasszikus könyvtár)

#### 1920–1944
- A Pickwick-Klub, 1-3.; ford. Szini Gyula, átnézte, bev., jegyz. Schöpflin Aladár; Újság, Bp., 192? (A világirodalom remekei)
- Nickleby Miklós élete és kalandjai, 1-2.; ford. Balla Mihály, bev. Sebestyén Károly; Légrády Ny., Bp., 192? (Dickens művei)
- Az élet küzdelmei; ford. Benedek Marcell; Dante, Bp., 192? (Dickens karácsonyi történetei)
- Az elátkozott ember és az alku, melyet a szellemmel kötött; ford. Balla Mihály; Ifjúsági, Bp., 1920
- A harangjáték: történet a rossz tündérekről és néhány harangról; ford. Balla Mihály; Dante, Bp., 1920
- A fekete fátyol. Az eredeti teljes szöveg és hű fordítása / The black veil; ford. Latzkó Hugó; Lantos, Bp., 1920 (Kétnyelvű klasszikus könyvtár)
- Az élet küzdelmei; ford. Altay Margit; Ifjuság, Bp., 1920
- Akinek tücsök szól a tűzhelyén...; ford. Benedek Marcell, Dante, Bp., 1921 (Dickens karácsonyi történetei)
- A kosztosház; ford. Palmer Kálmánné; Lampel, Bp., 1921 (Magyar könyvtár)
- Karácsonyi ének prózában, vagyis Karácsonyi kísértet-história; ford. Benedek Marcell; Ifjúsági, Bp., 1921
- Edgar Allan Poe: A Maelström örvényében; ford. Király György / Dickens Károly: Egy iskolásfiú története; ford. Ruzitska Mária; Tarka Könyvek, Bp., 1921 (Tarka Könyvek. II. sorozat)
- Ritkaságok régi boltja. Regény; ifjúsági átdolg. Várdai Béla; Szt. István Társulat, Bp., 1922
- Nagy várakozások, 1-2.; ford. Mikes Lajos, Telekes Béla; Genius, Bp., 1924 (Nagy írók – nagy írások III.)
- Nicleby Miklós élete és kalandjai. Regény, 1-2.; ford. Benedek Marcell; Dante, Bp., 1924
- Detektívtörténetek és egyéb elbeszélések; Légrády, Bp., 1925
- Chuzzlewit Márton. Regény, 1-2.; ford. Havas József; Dante, Bp., 1925
- Vázlatok; ford. G. Pogány Irma, Pogány Margit; Lampel, Bp., 1925
- A puszta ház. Regény a serdültebb magyar ifjúság számára; 3. röv. kiad.; Szt. István Társulat, Bp., 1926
- Copperfield Dávid; átdolg. Tábori Kornél; Tolnai, Bp., 1926
- Copperfield Dávid története; ifjúsági átdolg. Kosáryné Réz Lola; Singer-Wolfner, Bp., 1926
- Twist Olivér; ifjúsági átdolg. Csánk Endre; Franklin, Bp., 1926
- Twist Olivér; ford. Ocskay Istvánné, bev. Schöpflin Aladár; Újság, Bp., 1927 (A világirodalom remekei)
- Két város regénye; ford. Karinthy Frigyes; Bp., Gutenberg, 1928 (A Gutenberg Könyvkiadó Vállalat könyvei)
- Nagy várakozások, 1-2.; ford. Halasi Andor, Pogány Kázmér, Fekete Oszkár, bev. Lándor Tivadar; Gutenberg, Bp., 1928 (Dickens művei)
- Kis Dorrit, 1-4.; ford. Karinthy Emilia, bev. Karinthy Frigyes; Gutenberg, Bp., 1928 (Dickens művei)
- Karácsonyi történetek; ford. Karinthy Frigyes, Dobosi Pécsi Mária, bev. Sztrokay Kálmán; Gutenberg, Bp., 1928 (A Gutenberg Könyvkiadó Vállalat könyvei)
- Nehéz idők, 1-2.; ford. Fülöp Zsigmond, bev. Szini Gyula; Gutenberg, Bp., 1928 (A Gutenberg Könyvkiadó Vállalat könyvei)
- Dombey és Fia; átdolg. kiad.; Szt. István Társulat, Bp., 1928
- Két város története; ford. Moly Tamás; Bp., Tolnai, 1928
- Copperfield Dávid, 1-6.; ford. Balla Mihály, bev. Hevesi Sándor; Bp., Gutenberg, 1928 (A Gutenberg Könyvkiadó Vállalat könyvei)
- A fekete fátyol és egyéb történetek; ford. Pogány Irma, Pogány Margit; Bp., Lampel, 1929 (Magyar könyvtár)
- Twist Olivér, 1-2.; ford. Peterdi István, bev. Yolland Artur; Franklin, Bp., 1930
- Twist Olivér; Bp., Révai, 1932 (Közművelődési könyvek)
- A Twist-gyerek kalandjai; ford. Bálint György; Az Est–Pesti Napló, Bp., 1934 (Filléres klasszikus regények)
- Karácsonyi történetek, 1-3.; ford. Pogány Kázmér, Fekete Oszkár; Christensen, Bp., 193? (Dickens művei)
- Urunk élete; ford. D. Guti Erzsi; Rózsavölgyi, Bp., 1935
- Nehéz idők; ford. Sőtér István, bev. Cs. Szabó László; Franklin, Bp., 1942 (A regényírás mesterei)
- Krizsovánszky Ádámnéː Karácsonyi álom. Dickens nyomán. A kísértet; Ifjú Erdély, Kolozsvár, 1942
- Karácsonyi ének; ford. Szirmai Józsefné; Opál, Bp., 1943 (Opál könyvek)
- Karácsonyi ének. Kísérteties karácsonyi történet; ford. H. László Éva, bev. Kárpáti Aurél; Officina, Bp., 1943
- Az előkelő udvarló; Globus Ny., Bp., 1944 (Vasárnapi regénytár)
- Tücsök szól a tűzhelyen; Sylvester Ny., Bp., 1944

#### 1945–1989
- Hat személy felvétetik...; ford. Palmer Kálmánné; Hungária Ny., Bp., 1949 (Forintos regény)
- Örökösök, 1-2.; ford. Ottlik Géza, bev. Rákos Sándor, Révai, Bp., 1950
- Dombey és fia. Regény, 1-2.; ford. Fodor József; Szépirodalmi, Bp., 1951
- Copperfield David élete és viszontagságai, amiképpen ő maga feljegyezte; ifjúsági átdolg.; Testvériség-Egység, Újvidék, 1951
- Martin Chuzzlewit élete és kalandjai. Regény, 1-2.; ford. Ottlik Géza; Szépirodalmi, Bp., 1952
- Copperfield David. Gyermekévek, ifjúság; ford. Ottlik Géza, bev. Pál Miklós; Ifjúsági, Bp., 1954
- Twist Olivér. Regény; ford. Szentkuthy Miklós; Új Magyar Kiadó, Bp., 1955
- A Pickwick Klub hátrahagyott iratai, 1-2.; ford. Hevesi Sándor, átd. Ottlik Géza, bev. Benedek Marcell; Új Magyar Kiadó, Bp., 1955 (A világirodalom klasszikusai)
- Karácsonyi ének / Harangszó; ford. Benedek Marcell, Szinnai Tivadar, utószó Szinnai Tivadar; Szépirodalmi, Bp., 1956 (Olcsó könyvtár)
- Pickwick-mesék. Válogatás; ford. Hevesi Sándor, átdolg. Ottlik Géza, utószó, sajtó alá rend. Geréb Béláné; Magyar Helikon, Bp., 1957
- Twist Olivér; ford. Bálint György, átdolg. Ottlik Géza; Móra, Bp., 1957
- Karácsonyi történetek; ford. Benedek Marcell, Szinnai Tivadar, Geréb Béláné, utószó Geréb Béláné; Magyar Helikon, Bp., 1958
- Szép remények. Regény; ford., utószó Bartos Tibor; Európa, Bp., 1959 (Charles Dickens válogatott művei)
- Nicholas Nickleby élete és kalandjai, 1-2.; ford. Devecseriné Guthi Erzsébet; Móra, Bp., 1960
- Nehéz idők. Regény; ford. Mikes Lajos, utószó Bartos Tibor; Európa, Bp., 1960
- Dombey és fia. Regény, 1-2.; ford. Fodor József, utószó Bartos Tibor; Kossuth Kiadó, Bp., 1961 (Pártmunkások könyvtára)
- Kis Dorrit; ford., utószó Bizám Lenke, jegyz. András T. László; Magyar Helikon, Bp., 1961 (Helikon klasszikusok)
- Martin Chuzzlewit. Regény, 1-2.; ford. Ottlik Géza, versford. Vidor Miklós, utószó Valkay Sarolta; Európa, Bp., 1961 (Charles Dickens válogatott művei)
- Copperfield Dávid. Gyermekévek, ifjúság; ford. Ottlik Géza, utószó Bizám Lenke; Móra, Bp., 1964 (Az én könyvtáram. Az ifjúsági irodalom remekei)
- Copperfield Dávid, 1-2.; ford. Szinnai Tivadar, utószó Füst Milán; Európa, Bp., 1966
- Karácsonyi ének. Karácsonyi kísértet-história; ford. Benedek Marcell; Magyar Helikon, Bp., 1976
- A Jarndyce-örökösök; ford., átdolg. Ottlik Géza; Bp., Móra, 1978 [a Bleak house c. nagyregény jelentősen rövidített, ifjúsági átdolgozása, Ottlik saját 1950-es fordítása nyomán]
- David Copperfield. Regény, 1-2.; ford. Szinnai Tivadar, utószó Taxner-Tóth Ernő; Európa, Bp., 1981 (A világirodalom remekei)
- Urunk élete. Az író saját gyermekei számára írt műve; ford. Fükő Dezső; Református Zsinati Iroda, Bp., 1982
- Urunk élete; ford. D. Guti Erzsi; Pán, Bp., 1989

#### 1990–
- Walt Disney: Karácsonyi ének; Charles Dickens alapján, ford. Gaál Eszter; Egmont Hungary, Bp., 1993
- Karácsonyi ének / Tücsök szól a tűzhelyen; ford. Benedek Marcell; Édesvíz, Bp., 1997 (Aranyág)
- Twist Olivér; ford. Bálint György, átdolg. Ottlik Géza; Holnap, Bp., 1997
- Detektívtörténetek; vál., szerk. Gáspár Ferenc; Marfa-Mediterrán, Bp., 1999
- Karácsonyi történetek. Három kisregény / Harangszó / A kísértetlátó ember / Tücsök szól a tűzhelyen / Christmas stories; ford. Szinnai Tivadar, Geréb Béláné, Benedek Marcell; Marfa-Mediterrán, Bp., 1999
- Twist Olivér; ford. Kovácsné Kliment Emilia; Új Ex Libris, Bp., 2002 (Klasszikus ifjúsági regénytár)
- Karácsonyi ének prózában, avagy Karácsonyi kísértethistória; ford. Barkóczi András, Európa, Bp., 2004 (Európa diákkönyvtár)
- Twist Olivér; átdolg. Kathleen Costick, ford. Bocz András; Alexandra, Pécs, 2005 (Illusztrált klasszikusok kincsestára)
- Twist Olivér; ford. Kovácsné Kliment Emilia; átdolg., röv. kiad.; Új Ex Libris, Bp., 2005 (Klasszikus ifjúsági regénytár)
- Karácsonyi ének. Karácsonyi kísértethistória; ford. Rindó Klára, Szabados Tamás; Könyvmolyképző, Szeged, 2009
- Két város regénye; ford. Sóvágó Katalin; Európa, Bp., 2009
- Twist Olivér / Karácsonyi ének; újramesélte Nógrádi Gergely; Petepite, Bp., 2009 (Klasszikusok újramesélve)
- Karácsonyi ének; ford. Benedek Marcell, átdolg. Varga Károly, dramatizált változat Tankó Veronika-Zita; Corvin, Déva, 2010
- Twist Olivér; átdolg. Kathleen Olmstead, ford. Edwards Zsuzsanna; Alexandra, Pécs, 2010 (Klasszikusok könnyedén)
- Karácsonyi ének; Charles Dickens alapján, átdolg. Scott McCullar, ford. Németh Dorottya, Diószegi Dorottya; Ventus Libro, Bp., 2010 (Klasszikusok képregényben)
- Ódon ritkaságok boltja; ford. Tábori Zoltán; Európa, Bp., 2011
- Barnaby Rudge; ford. Szántó Judit; Európa, Bp., 2012
- London aranykora és más karcolatok; összeáll., jegyz., utószó Maráczi Géza; Cartaphilus, Bp., 2012
- Közös barátunk; ford. N. Kiss Zsuzsa; Európa, Bp., 2013 [az Our Mutual Friend egyetlen magyar fordítása és kiadása eddig]
- Twist Olivér; rajz Zórád Ernő, Charles Dickens nyomán Cs. Horváth Tibor, szerk. Bayer Antal; Nero Blanco Comix, Bp., 2014 (Zórád Ernő képregényei)
- Twist Olivér. 4. szint; Charles Dickens alapján, átdolg. María Asensio, rajz. Francesc Ráfols, ford. Pataki Andrea; Napraforgó, Bp., 2015 (Olvass velünk!)
- Karácsonyi ének. Prózában elbeszélve. Karácsonyi kísértettörténet; ford. Illés Róbert; Helikon, Bp., 2015 (Helikon zsebkönyvek)
- Twist Olivér; Charles Dickens alapján, rajz. Francesc Ráfols, átdolg. María Jesús Díaz, ford. Pataki Andrea; Napraforgó, Bp., 2015 (Klasszikusok magyarul-angolul)
- Szép remények. Regény; ford., utószó Bartos Tibor; Kairosz, Bp., 2015
- Copperfield Dávid. 4. szint; Charles Dickens alapján, átdolg. María Asensio, rajz. Francesc Ráfols, ford. Wágner Mária; Napraforgó, Bp., 2016 (Olvass velünk!)
- László Noémiː Karácsonyi ének; Charles Dickens nyomán; rajz Szimonidesz Hajnalka; Holnap, Bp., 2017
- Karácsonyi történetek / Karácsonyi ének / Harangszó / Házi tücsök / Az élet csatája / A szellem embere és az árnnyal kötött alku; ford. Barkóczi András, N. Kiss Zsuzsa; Európa, Bp., 2017